# Ліпське-Буди
Ліпське-Буди (пол. Lipskie Budy) — село в Польщі, у гміні Стромець Білобжезького повіту Мазовецького воєводства.
Населення — 122 особи (2011).
У 1975-1998 роках село належало до Радомського воєводства.

## Демографія
Демографічна структура станом на 31 березня 2011 року:
|          | Загалом | Допрацездатний вік | Працездатний вік | Постпрацездатний вік |
| -------- | ------- | ------------------ | ---------------- | -------------------- |
| Чоловіки | 72      | 19                 | 46               | 7                    |
| Жінки    | 50      | 9                  | 26               | 15                   |
| Разом    | 122     | 28                 | 72               | 22                   |